# Marciana (Italia)
Marciana es una localidad italiana de la provincia de Livorno, región de Toscana, con 2.242 habitantes.

Ubicación de la ciudad de Marciana dentro de la provincia de Livorno.

## Evolución demográfica
| Gráfica de evolución demográfica de Marciana entre 1861 y 2001 |
|                                                                |
| Fuente ISTAT - Elaboración gráfica por parte de Wikipedia      |